# Thomas M. Jett

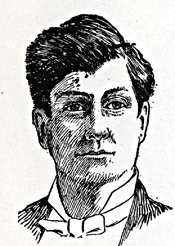
Thomas M. Jett

Thomas Marion Jett (* 1. Mai 1862 bei Greenville, Illinois; † 10. Januar 1939 in Litchfield, Illinois) war ein US-amerikanischer Politiker. Zwischen 1897 und 1903 vertrat er den Bundesstaat Illinois im US-Repräsentantenhaus.

## Werdegang
Thomas Jett besuchte die öffentlichen Schulen seiner Heimat und danach zwei Jahre lang die Northern Indiana Normal School in Valparaiso. Danach war er in seiner Heimat in Illinois für einige Zeit als Lehrer tätig. Nach einem anschließenden Jurastudium und seiner 1887 erfolgten Zulassung als Rechtsanwalt begann er in Nokomis in diesem Beruf zu arbeiten. Später zog er nach Hillsboro. Zwischen 1889 und 1896 fungierte Jett als Staatsanwalt im Montgomery County. Gleichzeitig schlug er als Mitglied der Demokratischen Partei eine politische Laufbahn ein.
Bei den Kongresswahlen des Jahres 1896 wurde Jett im 18. Wahlbezirk von Illinois in das US-Repräsentantenhaus in Washington, D.C. gewählt, wo er am 4. März 1897 die Nachfolge von William F. L. Hadley antrat. Nach zwei Wiederwahlen konnte er bis zum 3. März 1903 drei Legislaturperioden im Kongress absolvieren. In diese Zeit fiel der Spanisch-Amerikanische Krieg von 1898. Im Jahr 1902 verzichtete er auf eine weitere Kandidatur.
Nach dem Ende seiner Zeit im US-Repräsentantenhaus praktizierte Jett wieder als Anwalt. Außerdem wurde er in der Landwirtschaft tätig. In den Jahren 1900 und 1908 nahm er als Delegierter an den jeweiligen Democratic National Conventions teil. Im Jahr 1909 wurde er Richter im vierten Gerichtsbezirk von Illinois. Dieses Amt bekleidete er bis zu seinem Tod. Zwischen 1922 und 1936 war er zusätzlich auch Mitglied der Berufungskammer im zweiten Gerichtsbezirk seines Staates. Thomas Jett starb am 10. Januar 1939 in Litchfield und wurde in Hillsboro beigesetzt.